# Первомайский (Бисертский муниципальный округ)
Первома́йский — посёлок в Нижнесергинском районе Свердловской области России. Входит в Бисертский муниципальный округ.

## География
Посёлок Первомайский расположен на правом берегу реки Бисерти, в 16 километрах на северо-запад от окружного центра — посёлка городского типа Бисерть.

### Часовой пояс
Первомайский, как и вся Свердловская область, находится в часовой зоне МСК+2. Смещение применяемого времени относительно UTC составляет +5:00.

## Население
| 2002 | 2010 |
| ---- | ---- |
| 130  | ↘50  |

Структура
По данным переписи населения 2002 года, национальный состав Первомайского следующий: русские — 88 %, татары — 3 %. По данным переписи 2010 года, в посёлке проживали 25 мужчин и 25 женщин.

## Инфраструктура
В посёлке Первомайском восемь улиц: Клубная, Комсомольская, Лесная, Нагорная, Спортивная, Трактовая, Центральная и Школьная.